# Czikoj (miejscowość)
Czikoj (ros. Чикой) – wieś w Rosji, w Buriacji, w rejonie kiachtyńskim. W 2021 liczyła 525 mieszkańców.